# Jaarverslag
Een jaarverslag is in het spraakgebruik een overzicht van wat er in het betreffende jaar in een organisatie is gebeurd, al dan niet met een financiële verantwoording. In de sociale sector geeft een jaarverslag vaak een beeld van de werkmethoden, het soort cliënten, de personeelsformatie en de doelstellingen van de organisatie. Ook non-profitorganisaties als  stichtingen en verenigingen stellen vaak een jaarverslag op. Het kan dan bijvoorbeeld gaan om een goed doel, een politieke partij, een buurtvereniging, een VvE (Vereniging van Eigenaren), een sportvereniging e.d. Er kunnen hiervoor uiteenlopende benamingen gebruikt worden. Doel is om de betrokkenen te informeren over de gang van zaken binnen de organisatie. Bij een kleine vereniging kan met enkele pagina's volstaan worden; bij grote ondernemingen zijn het omvangrijke overzichten.
Voor zover niet anders vermeld gaat dit artikel over Nederland.

## Bestuursverslag (jaarverslaggeving)
Wettelijk bestaat de term jaarverslag binnen de jaarverslaggeving thans in Nederland niet meer. Dat is opmerkelijk, omdat het lange tijd een begrip met een vaste betekenis was. Boek 2 van het Nederlandse Burgerlijk Wetboek gebruikt sinds 2015 de term bestuursverslag. Een inhoudelijk verschil met het eerdere jaarverslag is er echter niet. Benadrukt wordt op deze manier dat het verslag van het bestuur afkomstig is. Er wordt onderscheid gemaakt tussen de jaarrekening en het bestuursverslag. De eerste is het financiële gedeelte, met in elk geval de balans en de winst-en-verliesrekening met een toelichting; het tweede is een meer verbale beschrijving van de gang van zaken in het boekjaar, met andere informatie. In de categorie Overige gegevens wordt veelal een accountantsverklaring met betrekking tot de jaarrekening opgenomen. Dit staat dus niet in de jaarrekening of het bestuursverslag zelf. Bij bestuursverslagen van grotere organisaties is meestal een kasstroomoverzicht toegevoegd.
In het spraakgebruik pleegt echter de term "jaarverslag" als aanduiding voor het totaal van jaarrekening, bestuursverslag en overige gegevens te worden gehanteerd en wordt het puur financiële deel met "jaarrekening" aangeduid. Een meer neutrale term om het totaal aan te duiden is jaarrapport. Deze term wordt bijvoorbeeld ook in het Engels gebruikt: annual report.

## Elementen van het bestuursverslag
Wettelijk kunnen er een groot aantal elementen van het bestuursverslag worden onderscheiden (art. 2:391, leden 1,2 en 3 BW). In de eerste plaats dient het bestuursverslag een getrouw beeld te schetsen van de situatie op de balansdatum (dit is veelal 31 december van het jaar dat ermee afgesloten wordt), de ontwikkeling in de loop van het boekjaar en de behaalde resultaten. In het bestuursverslag dient onder andere te worden opgenomen:
- een analyse van de situatie op de balansdatum, de ontwikkelingen in het boekjaar zelf en de behaalde resultaten
- zowel financiële als niet-financiële indicatoren, inclusief milieu- en personeelsaangelegenheden
- een beschrijving van de voornaamste risico's en onzekerheden
- mededelingen over de verwachte gang van zaken
- aandacht voor investeringen
- aandacht voor de financiering van de rechtspersoon
- de personeelsbezetting
- factoren die van invloed zijn op de omzet en rentabiliteit
- werkzaamheden op het terrein van onderzoek en ontwikkeling
- eventuele bijzondere gebeurtenissen
- bij bepaalde NV's: het bezoldigingsbeleid van bestuurders en commissarissen
- doelstellingen op het gebied van risicobeheer door financiële instrumenten
- het beleid van het afdekken van risico's bij voorgenomen transacties
- diverse risico's van financiële aard die de rechtspersoon loopt

Ten slotte kunnen eisen aan het bestuursverslag gesteld worden op het gebied van het naleven van een gedragscode. Het gaat hierbij vooral om de zogenaamde corporate governance code die in Nederland voor beursgenoteerde vennootschappen geldt. Juist dit laatste onderdeel pleegt een groot deel van het bestuursverslag te vormen. 

## Toezicht
Het bestuursverslag is primair een document van de kant van de raad van bestuur van een organisatie. Het wordt aan de algemene vergadering medegedeeld en behoeft geen vaststelling of goedkeuring door dit orgaan. Wordt evenwel een misleidende voorstelling van zaken gegeven in het bestuursverslag, dan kunnen benadeelden de bestuurders voor de schade aanspreken (art. 2:249 BW). Daarnaast mag het bestuursverslag geen strijd opleveren met de jaarrekening. Dit is uitdrukkelijk een punt dat de controlerend accountant wettelijk heeft na te zien (art. 2:393 lid 3 BW). Er is dus in zoverre extern toezicht op hetgeen in het bestuursverslag wordt medegedeeld. 

## Verantwoording
Hoewel het publiceren van een bestuursverslag vooral wordt geassocieerd met een privaatrechtelijke rechtspersoon, is het gebruikelijk dat ook (semi-)publiekrechtelijke rechtspersonen een bestuursverslag publiceren. In dergelijke verslagen zal vaak meer aandacht besteed worden aan een verantwoording omtrent de wijze waarop die rechtspersoon zich van zijn publieke taak heeft gekweten.
"Het bestuursverslag geeft een getrouw beeld omtrent de toestand op de balansdatum en de gang van zaken gedurende het boekjaar van de rechtspersoon […]." (Art. 2:391 lid 1 BW)
Deze passages zijn van toepassing op alle rechtspersonen die volgens art. 2:360 BW onder het jaarrekeningenrecht vallen. Dat betekent overigens niet dat het bestuur van een kleine vereniging niet verplicht zou zijn om ervoor te zorgen dat de jaarstukken kloppen. Dit uitgangspunt wordt elders in de wet verder uitgewerkt, evenwel met instandhouding van het uitgangspunt van "duidelijkheid": Art. 2:362 lid 4 zegt (vrij vertaald) dat als het voor dat inzicht nodig is, van de wettelijke voorschriften moet worden afgeweken, uiteraard met vermelding dat, hoe en waarom dat gedaan is. Dit wordt substance over form genoemd. In enkele tientallen bepalingen worden voorschriften gegeven voor de opstelling van de jaarrekening.
De vraag wat verstaan moet worden onder de "normen die in het maatschappelijk verkeer als aanvaardbaar worden beschouwd", wordt meestal beantwoord aan de hand van de "accounting standards". Deze term is te omschrijven als "de geformaliseerde set afspraken volgens welke accountants een financiële verantwoording dient te worden opgesteld". In de praktijk plegen deze regels vrijwel de status van wet te hebben. Een registeraccountant (RA) of accountant-administratieconsulent (AA) (in België: bedrijfsrevisor) voegt aan een jaarrekening een accountantsverklaring toe die normaliter inhoudt, enigszins geparafraseerd, dat de jaarrekening, met inachtneming van de van toepassing zijnde maatstaven, correct is opgesteld en dat de cijfers, voor zover hij heeft kunnen vaststellen, getrouw (juist én volledig) zijn. De juistheid geldt in principe voor activa en kosten, volledigheid voor passiva en opbrengsten. Bij twijfel kan hij echter, op een of meer onderdelen, een verklaring van oordeelsonthouding afgeven. In sommige situaties kan hij een afkeurende verklaring omtrent gedeelten van of de gehele jaarrekening afgeven. Een dergelijke afkeurende verklaring komt weinig voor: meestal zal het bedrijf zijn cijfers aanpassen, waardoor er alsnog en goedkeurende verklaring kan worden gegeven.
Het maatschappelijk belang dat aan de correctheid van bestuursverslagen gehecht wordt, is groot. Beleggers, bankiers, leveranciers en andere betrokkenen moeten erop kunnen vertrouwen dat de gepubliceerde cijfers juist en volledig zijn en een realistisch beeld geven. Hierbij moet evenwel bedacht worden dat de "hardheid" van sommige cijfers toch een element van subjectiviteit kent: bijvoorbeeld een octrooi, goodwill of het recht op een handelsmerk kan een duidelijke waarde hebben voor een onderneming, maar over de hoogte ervan kan verschillend gedacht worden.Doorgaans wordt pas bij verkoop duidelijk welke waarde deze activa hebben. 

## Normen en wetgeving
Hoewel verreweg de meeste gepubliceerde bestuursverslagen correct zijn, hebben zich in de afgelopen jaren toch een aantal schandalen voorgedaan (Enron, WorldCom, Ahold), waarbij ondernemingen reeds gepubliceerde jaarrekeningen moesten herzien en waarbij de later gepubliceerde versie (duidelijk) ongunstiger was. Dit leidde tot groot ongenoegen onder aandeelhouders en in enkele gevallen zelfs tot de ondergang van de onderneming.
In een reactie hierop is op een aantal punten de wet- en regelgeving voor de verslaglegging aangepast. Sinds 1 januari 2005 moeten de Europese beursgenoteerde bedrijven voldoen aan de IFRS-normen, de International Financial Reporting Standards, voorheen de International Accounting Standards (IAS). Deze standaard is opgesteld door de International Accounting Standards Board. Doel is meer financiële transparantie, een meer gedetailleerde verslaglegging en uniformering van de internationale verslaggevingsregels. Voor de Nederlandse bedrijven is IFRS de opvolger van de Algemeen aanvaarde boekhoudprincipes (GAAP), of beter, van NL-GAAP.
Daarnaast geldt voor de bedrijven die ook actief zijn in de Verenigde Staten dat deze moeten voldoen aan extra controle-eisen, zoals in de VS vastgelegd in de Sarbanes-Oxley wetgeving (SOX). Met name paragraaf 404 hierin is berucht: daarin wordt geëist dat de financiële verslaglegging extra gecontroleerd wordt. Dus niet alleen de verslaglegging zelf (inclusief accountantscontrole), maar ook de interne controle daarop (óók inclusief accountantscontrole) wordt gereguleerd.
Behalve het financiële bestuursverslag is het niet ongebruikelijk dat grotere rechtspersonen tevens een sociaal jaarverslag en/of een milieu-jaarverslag publiceren, waarin nader ingegaan wordt op het sociale beleid en het milieubeleid.